# Castell d'Era Castèra
El Castell d'Era Castèra és un edifici de Bossòst (Vall d'Aran) declarada Bé Cultural d'Interès Nacional.

## Descripció
Les restes d'aquest castell estan situades al cim de la roca anomenada Casterà, on també hi ha una balma-refugi fortificada (Castell de Bossòst). Només s'han conservat en alçada alguns fragments de murs.

## Història
La roca de Casterà fou un important baluard de resistència davant les successives penetracions franceses al territori aranés. Aquest castell, més modern que la balma-refugi, fou construït al cim de la roca. Segons el visitador Juan Francisco de Gracia de Tolva (1616), sembla que al segle xvii ja no estava en ús.